# Adam Pavlásek
Adam Pavlásek (født 8. oktober 1994 i Bílovec, Tjekkiet) er en professionel tennisspiller fra Tjekkiet.